# Яныбаевский сельсовет (Белокатайский район)
Яныбаевский сельсовет — муниципальное образование в Белокатайском районе Башкортостана.

## История
Согласно «Закону о границах, статусе и административных центрах муниципальных образований в Республике Башкортостан» имеет статус сельского поселения.

## Население
| 2002  | 2009  | 2010  | 2012  | 2013  | 2014  | 2015  |
| ----- | ----- | ----- | ----- | ----- | ----- | ----- |
| 1303  | ↗1349 | ↘1155 | ↘1133 | ↘1087 | ↘1082 | ↘1072 |
| 2016  | 2017  |       |       |       |       |       |
| ↘1055 | ↘1052 |       |       |       |       |       |

## Состав сельского поселения
| № | Населённый пункт | Тип населённого пункта       | Население |
| - | ---------------- | ---------------------------- | --------- |
| 1 | Яныбаево         | село, административный центр | ↘844      |
| 2 | Айгырьял         | деревня                      | ↘188      |
| 3 | Мунасово         | деревня                      | ↘123      |